# اپیداروس
اپیداروس (به یونانی: Επίδαυρος) شهر کوچکی در یونان باستان در نزدیکی خلیج سارونیک بود.
دو شهر مدرن هستند که نام اپیداروس را یدک می‌کشند.پالایا اپیداروس و نی اپیداروس، از سال ۲۰۱۰ به بعد این دو شهر ملحق به شهرداری جدید اپیداروس که قسمتی از واحد بیرونی یک آرگولیس بود شدند.مقر شهرداری شهر آسکلیپیو است. 

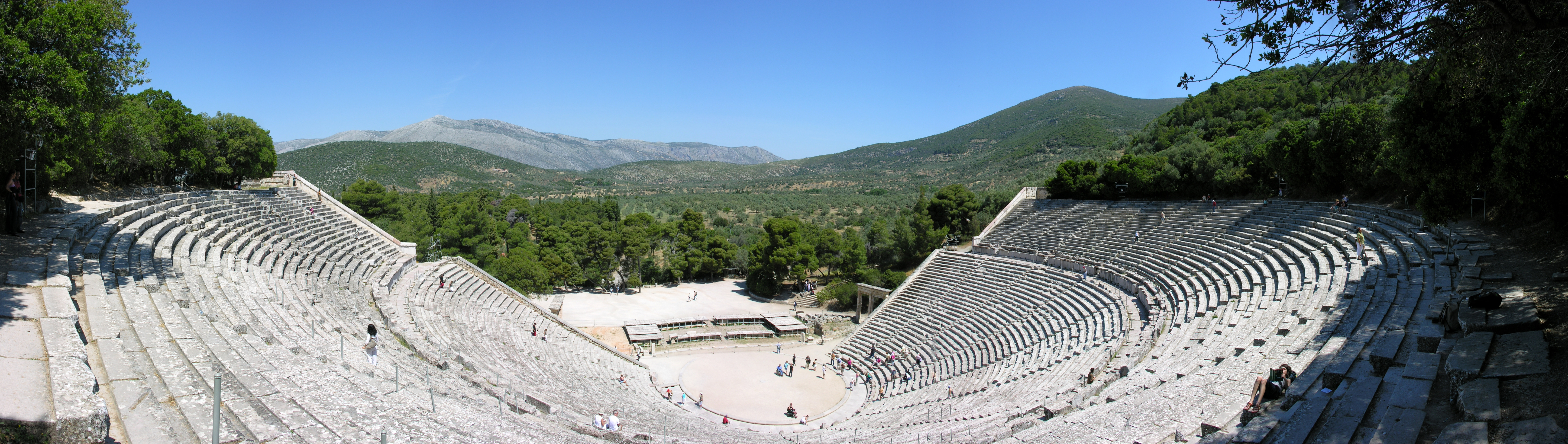
سراسرنمایی از تئاتر باستانی اپیداروس.